# Kow Nkensen Arkaah
Kow Nkensen Arkaah (* 14. Juli 1927 in Senya Breku, Goldküste (heute Ghana); † 25. April 2001 in Atlanta, Georgia, USA) war einer der führenden Politiker Ghanas. Er war der erste Vizepräsident der vierten Republik Ghanas unter Präsident Jerry Rawlings.

## Ausbildung
Arkaah besuchte zwischen 1941 und 1946 zunächst die Mfantsipim School und später das Achimota College, dem Vorgängerinstitut der Universität von Ghana. Im Anschluss wechselte er zum Studium der Wirtschaftswissenschaften an das Tufts College in den USA, um seinen ersten Abschluss zu machen. Zwischen 1952 und 1954 war er Student in Betriebswirtschaftslehre (Business Administration) an der Harvard University und schloss sein Studium mit dem Master ab.

## Karriere
Seine Tätigkeit begann Arkaah in New York, USA als Verkaufsassistent der Secondary Oil Corporation. Nach seiner Rückkehr nach Ghana arbeitete er ebenfalls für die Ölindustrie als Marketingassistent der Mobil Oil Ghana Limited. Weitere Tätigkeiten entfaltete Arkaah als Vorsitzender der Nationalen Handelsvereinigung Ghanas (Ghana National Trading Corporation, GNTC).
Arkaah wurde vor den Parlamentswahlen des Jahres 1992 Parteivorsitzender der National Convention Party (NCP). Mit dem National Democratic Congress von Jerry Rawlings und der Partei Every Ghanaian Living Everywhere (EGLE) schloss sich die NCP zu einer Wahlvereinigung zur Unterstützung von Rawlings zusammen, der zuvor das Land als Militärdiktator regiert hatte. Rawlings gewann die Wahlen und Arkaah wurde, den Vereinbarungen vor der Wahl folgend, für die erste vierjährige Amtszeit von Rawlings Vizepräsident Ghanas. Die Zusammenarbeit zwischen Arkaah und Rawling gestaltete sich häufiger als schwierig. Höhepunkt der Auseinandersetzungen zwischen den beiden Politikern war ein handfester Streit während einer Kabinettssitzung.

## Tod
Arkaah war im April 2001 in einer Kurve im Regierungsstadtteil Cantonements in Accra in einen Verkehrsunfall verwickelt, bei dem er schwere Verletzungen erlitt; der andere Unfallbeteiligte flüchtete unerkannt. Zunächst wurde er in das Militärkrankenhaus der Militärbasis 37 in Accra eingeliefert, später aber in eine Klinik nach Atlanta ausgeflogen, wo er am 26. April 2001 seinen Verletzungen erlag.
Arkaah hinterließ seine Witwe und vier gemeinsame Kinder.